# 東山地方
東山地方（とうさんちほう）是日本的一個地區，多指山梨縣・長野縣・岐阜縣三縣。相當于中部地方的内陸地區。更多的被稱為中央高地或甲信地方。名稱來源于古代五畿七道中的東山道。